# 1984年ウィンブルドン選手権
1984年 ウィンブルドン選手権（1984ねんウィンブルドンせんしゅけん、The Championships, Wimbledon 1984）は、イギリス・ロンドン郊外にある「オールイングランド・ローンテニス・アンド・クローケー・クラブ」にて、1984年6月25日から7月8日にかけて開催された。

## シード選手

### 男子シングルス
1. ジョン・マッケンロー　（優勝、2年連続3度目）
2. イワン・レンドル　（ベスト4）
3. ジミー・コナーズ　（準優勝）
4. マッツ・ビランデル　（2回戦）
5. ジミー・アリアス　（4回戦）
6. アンドレス・ゴメス　（ベスト8）
7. （試合開始前に棄権）
8. （試合開始前に棄権）
9. ヘンリク・スンドストローム　（2回戦）
10. アンダース・ヤリード　（1回戦）
11. ケビン・カレン　（4回戦）
12. ヨハン・クリーク　（4回戦）
13. トマシュ・スミッド　（ベスト8）
14. ビル・スカンロン　（4回戦）
15. ビタス・ゲルレイティス　（4回戦）
16. ティム・メイヨット　（4回戦）

### 女子シングルス
1. マルチナ・ナブラチロワ　（優勝、3年連続5度目）
2. クリス・エバート・ロイド　（準優勝）
3. ハナ・マンドリコワ　（ベスト4）
4. パム・シュライバー　（ベスト8）
5. ジーナ・ガリソン　（2回戦）
6. キャシー・ジョーダン　（ベスト4）
7. マニュエラ・マレーバ　（ベスト8）
8. キャスリーン・ホーバス　（2回戦）
9. ウェンディ・ターンブル　（4回戦）
10. ジョー・デュリー　（ベスト8）
11. リサ・ボンダー　（3回戦）
12. クラウディア・コーデ＝キルシュ　（4回戦）
13. バーバラ・ポッター　（4回戦）
14. ヘレナ・スコバ　（4回戦）
15. アンドレア・テメシュバリ　（4回戦）
16. カーリン・バセット　（3回戦）

## 大会経過

### 男子シングルス
準々決勝
- ジョン・マッケンロー vs.  ジョン・サドリ　6-3, 6-3, 6-1
- パット・キャッシュ vs.  アンドレス・ゴメス　6-4, 6-4, 6-7, 7-6
- ジミー・コナーズ vs.  ポール・アナコーン　6-2, 6-4, 6-2
- イワン・レンドル vs.  トマシュ・スミッド　6-1, 7-6, 6-3

準決勝
- ジョン・マッケンロー vs.  パット・キャッシュ　6-3, 7-6, 6-4
- ジミー・コナーズ vs.  イワン・レンドル　6-7, 6-3, 7-5, 6-1

### 女子シングルス
準々決勝
- マルチナ・ナブラチロワ vs.  マニュエラ・マレーバ　6-3, 6-2
- キャシー・ジョーダン vs.  パム・シュライバー　2-6, 6-3, 6-4
- ハナ・マンドリコワ vs.  ジョー・デュリー　6-1, 6-4
- クリス・エバート・ロイド vs.  カリーナ・カールソン　6-2, 6-2

準決勝
- マルチナ・ナブラチロワ vs.  キャシー・ジョーダン　6-3, 6-4
- クリス・エバート・ロイド vs.  ハナ・マンドリコワ　6-1, 6-2

## 決勝戦の結果
男子シングルス
- ジョン・マッケンロー vs.  ジミー・コナーズ　6-1, 6-1, 6-2

女子シングルス
- マルチナ・ナブラチロワ vs.  クリス・エバート・ロイド　7-6, 6-2

男子ダブルス
- ジョン・マッケンロー＆ ピーター・フレミング vs.  ポール・マクナミー＆ パット・キャッシュ　6-2, 5-7, 6-2, 3-6, 6-3

女子ダブルス
- マルチナ・ナブラチロワ＆ パム・シュライバー vs.  キャシー・ジョーダン＆ アン・スミス　6-3, 6-4

混合ダブルス
- ジョン・ロイド＆ ウェンディ・ターンブル vs.  スティーブ・デントン＆ キャシー・ジョーダン　6-3, 6-3

## みどころ
- 男子シングルス・女子シングルス・男子ダブルス・女子ダブルス・混合ダブルスの5部門とも、すべて前年優勝者（ペア）が連続優勝を果たした。ジョン・マッケンローとマルチナ・ナブラチロワは単複2冠を獲得。32歳のジミー・コナーズは、これが最後の4大大会決勝戦になった。